# Maroudh twissate
Makroudh twissate, ou Makrout twissate (en arabe algérien: مقروط الطويسات او مقروض الطويسات est une pâtisserie algérienne variante de Makroudh el koucha cuit au four, proposée par Mme Lalia Khelifi. Dans la pâte, en plus du semoule, la farine est est parfois ajoutée afin de faciliter le modelage du gâteaux. Cette création, façonnées comme des dzirettes, et mises en moule a donné naissance à plusieurs variantes de makroudh dont la plus connue est makroudh aux fruits secs.
Le makrout prestige en est une variation.

## Étymologie
En dialecte algérien,  الطويسات ou twissette signifie les moules. Ce gâteau porte le nom de makroudh twissate car il est cuit au four dans des moules pour avoir une belle forme. Cette méthode est inspirée de la cuisson des dziriettes. Ces dernières sont à la base faites à la main mais pour faciliter le travail du façonnage, des moules ont été utilisés dans leur cuisson pour avoir des pièces de mêmes tailles.